# Théâtre surréaliste
Le théâtre surréaliste constitue une partie du mouvement surréalisme. Il se situe dans la lignée des propositions d'Alfred Jarry, de Guillaume Apollinaire et du mouvement dada. Essentiellement porté par Antonin Artaud et Roger Vitrac, il accorde une grande importance à la dimension plastique et physique de la séance. Les surréalistes constituent Le Théâtre Alfred Jarry, de 1926 à 1929, où sont jouées les pièces des membres du mouvement. Les Manifestes du Théâtre Alfred Jarry forment les textes théoriques du mouvement.
Il obtient une audience moins large que la poésie, le cinéma et la peinture de ce mouvement, mais a une influence importante sur le théâtre de l'absurde, en particulier celui d'Eugène Ionesco, qui a à plusieurs reprises affirmé son importance pour la construction de sa propre œuvre.

## Les influences
Les surréalistes se réclament de l'héritage d'Alfred Jarry. Dans le genre théâtral, Ubu Roi est leur référence majeure.
Le terme « surréaliste » apparaît dans le sous-titre de la pièce de Guillaume Apollinaire, Les Mamelles de Tirésias, en 1917. La même année, le spectacle de ballet russe Parade de Diaghilev, avec des décors de Pablo Picasso, un livret de Jean Cocteau et une musique d'Erik Satie, fait aussi office d'avant-coureur du théâtre dada puis du théâtre surréaliste.

## Histoire
Roger Vitrac, Antonin Artaud et Robert Aron, avec l’aide matérielle du Dr René Allendy, psychiatre et psychanalyste, qui est le médecin d'Artaud, fondent en 1926 le Théâtre Alfred Jarry, qui vivra trois ans, jusqu'en 1929. Même s'il peut être qualifié de « théâtre surréaliste », ce théâtre est mis en place alors qu'Antonin Artaud a d'ores et déjà été exclu du groupe surréaliste, en 1926.
Le Théâtre Alfred Jarry présente quatre séries de spectacles : Les Mystères de l’amour de Vitrac, Ventre brûlé ou la Mère folle d’Artaud et Gigogne de Max Robur (pseudonyme de Robert Aron), Le Songe d’August Strindberg perturbé par les surréalistes (juin 1927), le troisième acte du Partage de midi de Paul Claudel joué contre la volonté de l’auteur qu’Artaud qualifie publiquement d’« infâme traître ». Il s’ensuit une brouille avec Jean Paulhan et la reconsidération des surréalistes (janvier 1928). Victor ou les enfants au pouvoir de Vitrac sera la dernière représentation (décembre 1928).
De juillet à décembre 1929, Antonin Artaud et Roger Vitrac élaborent la brochure qui sera intitulée Théâtre Alfred Jarry et l’Hostilité publique, et il refuse de signer le Second manifeste du surréalisme qui attaque Breton. La brochure, qui parait en 1930, est un ensemble de photo-montages, mis en scène par Artaud, photographiés par Eli Lotar. Roger Vitrac, Artaud et son amie Josette Lusson ont posé pour les photos.
Artaud rédige deux projets de mise en scène, un pour Sonate de Strinberg, l’autre pour Le Coup de Trafalgar de Roger Vitrac. Mais il décide de quitter le Théâtre Alfred Jarry. Il s’en explique dans une lettre à Jean Paulhan du 16 mars 1930 : « Je sais que la brochure a fait très mauvais effet auprès de tous ceux qui ne pardonnent pas les vieilles histoires (...) Le Théâtre Alfred Jarry m'a porté malheur et je ne tiens pas à ce qu'il me brouille avec les derniers amis qui me restent ». Antonin Artaud est fortement influencé par le Théâtre masqué balinais. Il est en correspondance régulière avec Louis Jouvet et Jean-Louis Barrault, dont il est régulièrement acteur des spectacles. Il rédige deux premiers manifestes intitulées Théâtre de la cruauté. Après l'accueil froid réservé à sa pièce Les Cenci, il se détourne du théâtre.

## Propositions théoriques
Ce théâtre définit une conception nouvelle de l’art dramatique, publiée plus tard, en 1929-1930, dans une brochure intitulée Théâtre Alfred Jarry et l’Hostilité publique, rédigée par Roger Vitrac en collaboration avec Antonin Artaud qui rappelle les objectifs du Théâtre Alfred Jarry « contribuer à la ruine du théâtre tel qu'il existe actuellement en France », mais aussi de  « privilégier l'humour, la poésie de fait, le merveilleux humain ».
Dans les années 1930, Antonin Artaud rédige une série de conférences sur le théâtre, réunies en 1938 dans l'ouvrage Le Théâtre et son double qui, selon l'universitaire Catherine Naugrette, révolutionna l'histoire du théâtre.

## Pièces surréalistes et ouvrages théoriques
Roger Vitrac
- Le Peintre (1922)
- Mademoiselle Piège (1922)
- Entrée libre (1922)
- Poison (1923)
- Les Mystères de l'amour[7] (1924)
- Victor ou les Enfants au pouvoir (1928)
- Le Coup de Trafalgar (1929, création en 1934)
- Les Demoiselles du large (1933)
- Le Loup-garou (1935)
- Le Camelot (1936)
- La Bagarre (1938)
- Médor (1939)
- Le Sabre de mon père (1950)
- Le Condamné[8] (1951)

Antonin Artaud
- Les Cenci (1935)
- Le Théâtre et son double (1938)